# Bandana (gruppo musicale)
Bandana era un gruppo musicale tutto al femminile argentino formatosi attraverso la prima stagione del programma Popstars locale.
Il gruppo era formato da Ivonne Guzmán, Lourdes Cecilia Fernández, Valeria Gastaldi, Virginia Da Cunha e María Elizabeth Vera. Le cinque ragazze erano tutte argentine, eccetto Ivonne, nativa della Colombia.
Le Bandana fu uno dei gruppi usciti da Popstars di maggior successo, riuscendo ad ottenere risultati di vendite altissimi in patria e anche all'estero. Il gruppo si è formato nel 2001 e si è sciolto ufficialmente nel 2004.

## Storia

### Bandana, l'album di debutto
Dopo la vittoria al programma, le cinque ragazze firmarono un contratto con la Sony BMG.
Il gruppo debuttò nel dicembre del 2001 con il singolo Guapas, che arrivò subito al primo posto della classifica dei singoli in Argentina, e raggiunse la vetta delle classifiche anche in Spagna, Uruguay e Cile, e la numero due negli Stati Uniti.
Lo stesso mese uscì anche l'eponimo album di debutto Bandana che ebbe ottimi risultati in patria aggiudicandosi quattro dischi di platino. Il disco ebbe eclatanti risultati anche internazionalmente raggiungendo la vetta della classifica in Uruguay con otto Dischi di Platino e in Spagna con ben 14 dischi di platino. Il disco spopolò anche nelle classifiche statunitensi e colombiane.
Dopo l'album uscì il secondo singolo Como Puede Ser che raggiunse la vetta delle classifiche argentine. Stessa sorte toccò al successivo Maldita Noche che raggiunse immediatamente la medesima posizione, mentre il quarto e ultimo singolo Doce Horas  raggiunse la numero due; a quest'ultimo seguì un tour che affermò definitivamente la popolarità e il successo del gruppo.
Il gruppo, terminata la promozione del primo album, incise una cover in spagnolo del brano Can't Help Falling in Love di Elvis Presley intitolata Muero De Amor Por Ti per la colonna sonora del film Lilo & Stitch della Walt Disney.

### Noche, il secondo album
Nel 2002 il gruppo ritornò in studio per registrare il secondo album e nel giro di non molto uscì il singolo Llega La Noche, che raggiunse la prima posizione in Argentina, Spagna, Uruguay e Cile. Il secondo album del gruppo fu intitolato Noche e confermò il successo del precedente raggiungendo la vetta delle classifiche argentine, così come in quelle uruguaiane e spagnole. Il disco ottenne un ottimo successo anche in Colombia e negli Stati Uniti.
Il secondo singolo dal secondo album fu Un Demonio che raggiunse la #3 in Argentina e Uruguay, la #2 in Spagna e la #6 in Cile. A questo seguì un terzo, Necesito Tu Amor che raggiunse la vetta in Argentina e Spagna.
Seguirono poi i singoli Hoy Empieza e Nadie Como Yo, che insieme ad un nuovo tour confermarono il successo del secondo album.
Nel dicembre del 2002 le Bandana risultano vincitrici assolute agli MTV Video Music Awards Latin America nella categoria "Best New Artist". Lo stesso mese si esibirono in un concerto assieme alla boyband Mambrú davanti ad oltre 40.00 persone.
Successivamente nacquerò nuovi progetti per il gruppo, tra cui un terzo album ed un film.

### Vivir Intentando, il film e il terzo disco
Nel 2003 uscì il primo film del gruppo intitolato Vivir Intentando, un musical girato a Buenos Aires. Il film ottenne un notevole successo al botteghino e fu acclamato dalla critica. Nello stesso anno uscì il terzo album con lo stesso titolo del film, che ebbe un successo strepitoso raggiungendo la vetta in Argentina, Uruguay e Spagna. L'album fu accompagnato dai singoli Sigo Dando Vueltas, Hasta El Día de Hoy, ¿Qué Pasa Con Vos?, A Bailar e Canto Con Vos, tutti e cinque di successo commerciale.
Il gruppo ripartì in tour e incominciarono a nascere alcuni progetti riguardo ad un lancio del gruppo a livello mondiale.

### Hasta Siempree lo scioglimento
Nel 2004 esce Hasta Siempre, album live, di cui esce anche il DVD. Le ragazze, dopo il lancio della raccolta, incominciarono a sentirsi stanche e stressate dal troppo lavoro. Inoltre, alcune delle ragazze incominciarono a pensare pragmaticamente alla possibilità di intraprendere una carriera solista. Nello stesso anno incominciarono a farsi vive alcune divergenze tra le ragazze, così dopo avere concluso il tour nazionale Gira Argentina: Hasta Siempre, il gruppo si sciolse ufficialmente ed ogni membro cominciò una carriera da solista.
Nel 2008, nel pieno svolgimento dei progetti solisti delle ragazze, si rincontrarono dopo tanti anni nel programma televisivo di Susana Giménez dove le ragazze si esibirono singolarmente con alcuni dei loro più grandi successi solisti.

## Discografia

### Album in studio
- 2001 - Bandana
- 2002 - Noche
- 2003 - Vivir Intentando

### Raccolte
- 2004 - Hasta Siempre (live)
- 2016 - La Vuelta

### Singoli
- 2001 - Guapas
- 2002 - Como Puede Ser
- 2002 - Maldita Noche
- 2002 - Doce Horas
- 2002 - Muero De Amor Por Ti
- 2002 - Llega La Noche
- 2002 - Un Demonio
- 2003 - Necesito Tu Amor
- 2003 - Hoy Empieza
- 2003 - Nadie Como Yo
- 2003 - Sigo Dando Vueltas
- 2003 - Hasta El Día de Hoy
- 2004 - ¿Qué Pasa Con Vos?
- 2004 - A Bailar
- 2004 - Canto Con Vos
- 2016 - Llega La Noche (2016 version)
- 2017 - Bombón (feat. Wisin)

### DVD
- 2003 - Vivir Intentando (film in DVD)
- 2004 - Hasta Siempre (DVD live)